# Gerben-Jan Gerbrandy
Gerben-Jan Meindert Gerbrandy (Den Haag, 28 juni 1967) is een Nederlands politicus voor Democraten 66 (D66). Sinds 16 juli 2024 zit hij voor deze sociaal-liberale partij in het Europees Parlement. Eerder deed hij dat al van 14 juli 2009 tot en met 1 juli 2019.
Gerbrandy doorliep het Eerste Vrijzinnig Christelijk Lyceum in zijn geboorteplaats en studeerde vervolgens bestuurskunde aan de Universiteit Leiden. Na zijn afstuderen verbleef hij enige tijd in de Verenigde Staten, om in 1993 assistent te worden van Joris Voorhoeve, op dat moment directeur van het Instituut Clingendael. Van 1994 tot 1998 was hij persoonlijk medewerker van D66'er Doeke Eisma, lid van het Europees Parlement. Hierna werkte hij als secretaris van de Tweede Kamerfractie van D66. Vanaf 2004 was hij als senior politiek adviseur verbonden aan het ministerie van Landbouw, Natuur en Voedselkwaliteit.
Gerbrandy werd door zijn partij als tweede gekozen op de lijst voor de Europese verkiezingen in 2009. Op 4 juni van dat jaar behaalde D66 drie zetels in het Europese Parlement. Vanaf 14 juli 2009 was hij daar afgevaardigd. Bij de Europees Parlementsverkiezingen van 2014 werd Gerbrandy opnieuw verkozen. Gerbrandy is gelijktijdig met Carla Dik-Faber benoemd tot Groenste Politicus van 2017 door Natuurmonumenten. In 2019 eindigde zijn tweede termijn als Europarlementariër. In 2023 maakte Gerbrandy zijn kandidatuur bekend voor het lijsttrekkerschap van D66 voor de Europees Parlementsverkiezingen in 2024 en werd door de leden van de partij tot lijsttrekker verkozen. Sinds 16 juli van dat jaar is hij weer Europarlementariër.
Gerbrandy is een telg uit een familie met notabele politici. Zijn grootvader was een neef van Pieter Sjoerds Gerbrandy, minister-president van Nederland in ballingschap ten tijde van de Tweede Wereldoorlog.